# Флаг Мьянмы
Государственный флаг Мьянмы (бирм. ပြည်ထောင်စုသမ္မတမြန်မာနိုင်ငံအလံတော်) в современном виде был утверждён в октябре 2010 года, когда полное официальное название страны «Союз Мьянма» было изменено на «Республика Союза Мьянма» и были изменены государственные герб и флаг.
Флаг представляет собой прямоугольное полотнище из трёх горизонтальных равновеликих полос: жёлтой, зелёной и красной, в центре которого помещена большая белая 5-конечная звезда. Три цвета полос флага символизируют солидарность, мир и стабильность, смелость и решительность.

## История флагов Бирмы/Мьянмы
До английского завоевания на флагах бирманских королей присутствовало изображение зелёного павлина. Этот образ продолжал использоваться и позже — в колониальное и постколониальное время. Так, например, флаг Бирманского Государства в 1943—1945 гг. (которое являлось марионеткой в руках японского правительства) представлял собой нынешний флаг с тем отличием, что вместо белой звезды в центре полотнища находилось изображение павлина. Кроме того, на флаге партии «Национальная лига за демократию» Аун Сан Су Чжи присутствует как изображение звезды, так и павлина.
Оба флага, использовавшиеся до 2010 года, были основаны на флаге Бирманского Сопротивления, боровшегося с японскими войсками в ходе Второй мировой войны. Флаг представлял собой красное полотнище с белой звездой в центре.

### Флаг 1948 года
Флаг, принятый сразу после получения независимости от Великобритании 4 января 1948 года, представлял собой красное полотнище с синим сектором в левом верхнем углу, в котором находилась одна большая пятиконечная звезда, олицетворявшая Союз, в окружении пяти малых звёзд, которые символизировали 5 основных этнических групп нового независимого государства. Красный цвет на флаге символизировал мужество, сплочённость и упорство народа, синий — ночное небо, белый — чистоту, правду и стойкость.
Этот флаг официально использовался до января 1974 года, когда была принята новая конституция страны.

### Флаг 1974 года
Вновь принятый 3 января 1974 года флаг стал государственным символом теперь уже социалистического государства — Социалистической Республики Бирманский Союз — и отличался от предыдущего тем, что изображение на синем прямоугольнике было изменено: вместо шести пятиконечных звёзд появились социалистические символы — шестерня и наложенный на неё сноп риса, которые символизировали соответственно рабочий класс и крестьянство. Их окружали 14 пятиконечных звёзд, которые представляют административное деление Мьянмы (7 административных и 7 национальных областей). Белый цвет олицетворял чистоту, синий — мир и целостность страны, а красный — смелость.

## Предложения по изменению

Проект флага, предложенный в 2006 году

Проект нового государственного флага был предложен 10 ноября 2006 года в ходе Национальной конституционной конвенции. Новый флаг должен был представлять собой полотнище из трёх горизонтальных равновеликих полос — зелёной, жёлтой и красной, с белой 5-конечной звездой на зелёной полосе у древкового края флага.
В сентябре 2007 года был предложен другой проект, в котором была изменена последовательность полос (жёлтая, зелёная и красная вместо зелёной, жёлтой и красной), а белая 5-конечная звезда была сделана крупнее и помещена в центр флага. Такой порядок цветов использовался на флаге марионеточного Бирманского Государства во время японской оккупации, с той разницей, что вместо белой звезды в центре был изображён зелёный павлин.
Таким образом, новый флаг Республики Союз Мьянма представляет собой сочетание флага Бирманского Государства, на котором вместо изображения символа королевской власти присутствует символ единства Союза, позаимствованный из флага независимой Бирмы.

## Новый флаг
Флаг, предложенный в 2007 году, был включён в Конституцию Мьянмы, одобренную в ходе референдума в 2008 году.
Согласно описанию, новый флаг является полотнищем с тремя равными горизонтальными линиями жёлтого, зелёного и красного цветов с белой пятиконечной звездой в центре поля. Жёлтый цвет символизирует солидарность, зелёный — мир, спокойствие и пышную зелёную растительность, а красный — храбрость и решимость. Белая звезда является символом единства страны.

## Приложение

Флаг Бирманской империи (Династия Конбаун) (1826–1885)
Флаг Британской Бирмы как части колонии Британская Индия (1824-1939)
Флаг Британской Бирмы как отдельной колонии (1937-1941, 1945-1948)
Флаг Британской Бирмы как отдельной колонии (1941-1942)
Флаг Бирманского Государства во время японской оккупации (1942—1943)
Флаг Бирманского Государства во время японской оккупации (1943—1945)
Флаг Бирманского Государства во время японской оккупации (1945)
Флаг Бирманского Союза (1948-1974)
Флаг Социалистической Республики Бирманский Союз (1974—1988) и Союза Мьянмы (1988—2010)
Флаг Национальной лиги за демократию

## Похожие флаги

Флаг Литвы